# ابر خصوصی مجازی
ابر خصوصی مجازی (VPC) یک استخر قابل تنظیم بر اساس تقاضا از منابع مشترک تخصیص یافته در یک محیط ابر عمومی است که سطح مشخصی از انفکاک و ایزوله‌بودن را بین سازمان‌های مختلف (که از این به بعد به عنوان کاربران نشان داده می‌شوند) با استفاده از منابع ارائه می‌دهد. جداسازی بین یک کاربر VPC و همه کاربران دیگر همان ابر (سایر کاربران VPC و همچنین سایر کاربران ابر عمومی) معمولاً از طریق اختصاص یک زیرشبکه IP خصوصی و یک ساختار ارتباط مجازی (مانند VLAN یا مجموعه ای از شبکه‌های مجازی) برای هر کاربر به دست می‌آید). در یک VPC، با مکانیسمی که قبلاً توضیح داده شد، ایزوله سازی در فضای ابری، همراه با عملکرد شبکه خصوصی مجازی (VPN) همراه است (که آن هم به ازای هر کاربر VPC تخصیص داده می‌شود) که این مسئله با کمک از احراز هویت و رمزگذاری، دسترسی از راه دور سازمان به منابع VPC را ایمن می‌کند. با ایجاد سطوح جداسازی توصیف‌شده، سازمانی که از این سرویس استفاده می‌کند در واقع روی یک ابر «تقریباً خصوصی» کار می‌کند (یعنی انگار زیرساخت ابری با سایر کاربران به اشتراک گذاشته نمی‌شود) و از این رو VPC نامیده می‌شود.
VPC بیشتر در زمینه زیرساخت ابری به عنوان یک سرویس استفاده می‌شود. در این مورد، ارائه‌دهنده‌گان زیرساخت، که زیرساخت ابر عمومی زیربنایی را ارائه می‌کند، ممکن است فروشندگان متفاوتی باشند.